# ماكس لوروا ديفيس
ماكس لوروا ديفيس (بالإنجليزية: Max Leroy Davis)‏ هو كاهن كاثوليكي أسترالي، ولد في 16 أغسطس 1945 في تاونسفيل في أستراليا.